# Тур острова Чунмин (женский) 2011
Тур острова Чунмин 2011 — пятая по счёту женская шоссейная многодневная велогонка по дорогам острова Чунмин (около Шанхая, Китай). Гонка прошла с 11 по 13 мая 2011 года в рамках Женского мирового шоссейного календаря UCI 2011 и имела категорию UCI 2.1.
Победу одержала немка Ина-Йоко Тойтенберг с временем 6 часов 44 минуты 24 секунды, она же стала лидером очковой классификации. Второе место в генеральной классификации получила нидерландская гонщица Аннемик ван Влётен, отставшая на 26 секунд от лидера гонки. Итальянка Мония Баккаилле стала третьей в генеральной классификации, уступившая 27 секунд победительнице.

## Участники
В гонке приняли участие 17 команд (9 профессиональных женских команд UCI и 8 национальных сборных). Каждая команда включала максимум 6 гонщиц. Состав участников отличался сильным спринтерским уклоном. В гонке стартовали лидеры мирового женского спринта того времени: немка Ина-Йоко Тойтенберг (победительница Тура острова Чунмин 2010), её напарница по HTC и бывшая чемпионка этого Тура, Хлоя Хоскинг (Австралия), британка Элизабет Армитстед, нидерландская гонщица Аннемик ван Влётен, итальянская чемпионка Мония Баккаилле и другие. Кроме того, в составе сборной Италии выступала действующая чемпионка мира Джорджа Бронцини, обладавшая радужной майкой и также известная как сильная спринтерша. Многие команды рассматривали эту короткую многодневку как подготовку к этапу Кубка мира (однодневной гонке на острове Чунмин), запланированному через день после окончания Тура.
| UCI Women’s Teams (9)- Alriksson - Go:Green - China Chongming-Giant - Garmin-Cervélo - Lotto Honda - Nederland Bloeit - Mcipollini-Giordana - Hitec Products-UCK - HTC-Highroad Women - Vaiano Solaristech Национальные сборные (8)- Австрия - Германия - Италия - Россия - Республика Корея - Таиланд - Украина - США |
| |

## Маршрут
Гонка состояла из 3 этапов общей протяжённостью около 271 км. Два первых этапа прошли на самом острове Чунмин (со стартом и финишем в населённых пунктах Чонбэй и Чунси), а заключительный этап представлял собой городскую кольцевую гонку по улицам Шанхая. Все этапы имели равнинный профиль, горная классификация не разыгрывалась.
| Этап | Дата   | Маршрут         | type      | Длина (км) | Победитель          | Лидер генеральной классификации |
| ---- | ------ | --------------- | --------- | ---------- | ------------------- | ------------------------------- |
| 1    | 11 май | Чонбэй – Чонбэй | равнинный | 73,4       | Элизабет Армитстед  | Элизабет Армитстед              |
| 2    | 12 май | Чунси – Чунси   | равнинный | 118,4      | Ина-Йоко Тойтенберг | Ина-Йоко Тойтенберг             |
| 3    | 13 май | Шанхай – Шанхай | равнинный | 79,2       | Хлоя Хоскинг        | Ина-Йоко Тойтенберг             |

## Ход гонки

### Этап 1
| Чонбэй - Чонбэй | равнинный | (73,4 км) |

Стартовый этап был коротким (73,4 км) и полностью равнинным. Несмотря на простой рельеф, погодные условия сделали гонку сложной: в течение дня шёл сильный дождь, который размывал дорогу и смывал грязь и мусор на трассу, что привело к многочисленным проколам и падениям в пелотоне. Гонщицы команды HTC–Highroad с самого начала активно набирали очки на промежуточных финишах — все три спринтерских финиша выиграла Ина-Йоко Тойтенберг, действующая победительница Тура. Этап завершился массовым спринтом, в котором победу одержала 22-летняя британка Лиззи Армитстед (Garmin–Cervélo), опередив на финише Тойтенберг и Аннемик ван Влётен (Nederland Bloeit), финишировавших 2-й и 3-й соответственно. Благодаря набранным бонусам Тойтенберг, даже уступив победу, возглавила общий зачёт по итогам первого дня, опережая Армитстед на 1 секунду.
После финиша Лиззи Армитстед подтвердила, что подобный сценарий был ожидаем: 

Мы предполагали, что всё закончится групповым спринтом. Планировали попытаться уйти в отрыв по ходу гонки, но подходящего момента так и не представилось. В финале девочки постарались вывести меня вперёд. Возможно, они начали разгон чуть раньше, чем нужно, но обеспечили мне хорошую поддержку, так что всё получилось.Оригинальный текст (англ.)We expected that it would be a bunch sprint. We wanted to try to force something during the race, but only if there was a good moment. The good moment never came, so the girls tried to help me in the final stages. They did a good lead-out. A little bit too early, but they dropped me off on a good wheel so it was good.— 
| \| Результаты этапа \| Результаты этапа \| Результаты этапа \| Результаты этапа \| Результаты этапа \| \| Гонщик \| Гонщик \| Команда \| Время \| \| \| ---------------- \| ------------------- \| ------------------- \| ---------------- \| ---------------- \| \| 1-й \| Элизабет Армитстед \| Garmin-Cervélo \| 1ч 49' 22 \| \| \| 2-й \| Ина-Йоко Тойтенберг \| HTC-Highroad Women \| + 0 \| \| \| 3-й \| Аннемик ван Влётен \| Nederland Bloeit \| + 0 \| \| \| 4-й \| Мония Баккаилле \| MCipollini-Giordana \| + 0 \| \| \| 5-й \| Эмма Юханссон \| Hitec Products-UCK \| + 0 \| \| |                     |                     |           |
| |                     |                     |           |
| |                     |                     |           |
| Результаты этапа |                     |                     |           |
| Гонщик | Гонщик              | Команда             | Время     |
| 1-й | Элизабет Армитстед  | Garmin-Cervélo      | 1ч 49' 22 |
| 2-й | Ина-Йоко Тойтенберг | HTC-Highroad Women  | + 0       |
| 3-й | Аннемик ван Влётен  | Nederland Bloeit    | + 0       |
| 4-й | Мония Баккаилле     | MCipollini-Giordana | + 0       |
| 5-й | Эмма Юханссон       | Hitec Products-UCK  | + 0       |

| \| Генеральная классификация \| Генеральная классификация \| Генеральная классификация \| Генеральная классификация \| Генеральная классификация \| \| Гонщик \| Гонщик \| Команда \| Время \| \| \| ------------------------- \| ------------------------- \| ------------------------- \| ------------------------- \| ------------------------- \| \| 1-й \| Элизабет Армитстед \| Garmin-Cervélo \| 1ч 49' 10 \| \| \| 2-й \| Ина-Йоко Тойтенберг \| HTC-Highroad Women \| + 1 \| \| \| 3-й \| Аннемик ван Влётен \| Nederland Bloeit \| + 8 \| \| \| 4-й \| Мония Баккаилле \| MCipollini-Giordana \| + 10 \| \| \| 5-й \| Эмма Юханссон \| Hitec Products-UCK \| + 11 \| \| |                     |                     |           |
| |                     |                     |           |
| |                     |                     |           |
| Генеральная классификация |                     |                     |           |
| Гонщик | Гонщик              | Команда             | Время     |
| 1-й | Элизабет Армитстед  | Garmin-Cervélo      | 1ч 49' 10 |
| 2-й | Ина-Йоко Тойтенберг | HTC-Highroad Women  | + 1       |
| 3-й | Аннемик ван Влётен  | Nederland Bloeit    | + 8       |
| 4-й | Мония Баккаилле     | MCipollini-Giordana | + 10      |
| 5-й | Эмма Юханссон       | Hitec Products-UCK  | + 11      |

### Этап 2
| Чунси - Чунси | равнинный | (118,4 км) |

Второй этап был самым протяжённым (118,4 км) и проходил по более сложному круговому маршруту в западной части острова (район городка Чунси). Дорога включала больше поворотов и узких участков, однако дождь почти прекратился, и покрытие подсохло после непогоды первого дня. На первом спринтерском финише отличилась шведка Эмма Юханссон (Hitec Products), но вскоре команда HTC–Highroad взвинтила темп и постаралась переломить ход гонки. Примерно в середине дистанции усилиями гонщиц HTC сформировался мощный отрыв из 18 человек — в головной группе оказались все шесть представительниц HTC–Highroad, а также ряд сильнейших гонщиц из других команд: помимо Юханссон в отрыв попали её напарница Сара Мустонен, действующая чемпионка мира Джорджа Бронцини (сборная Италии), чемпионка Италии Мония Баккаилле (SC MCipollini–Giambenini), две американки (Лорен Тамайо и Андреа Дворак), а также Аннемик ван Влётен и Сара Дюстер из Nederland Bloeit.
В этой группе находилась и победительница первого этапа Армитстед, которая смогла заработать очки на промежуточном финише (финишировав 3-й). Однако приблизительно за 15 км до финиша Армитстед не повезло — из-за прокола колеса она выпала из лидирующей группы. Её подруга по команде, Трине Шмидт, пыталась помочь отыграться, но догнать отрыв британке не удалось. К концу этапа отрыв полностью рассыпался: сильнейшие гонщицы из лидирующей группы разыграли этап на финише, а пелотон так и не сумел сократить отставание, финишировав более чем в полутора минутах позади. Второй день подряд лучшей оказалась Ина-Йоко Тойтенберг, выиграв спринт из небольшой группы и упрочив своё лидерство в общем зачёте. Второе место на этапе заняла Аннемик ван Влётен, третьей финишировала немецкая чемпионка Шарлотта Беккер (напарница Тойтенберг по HTC). По итогам двух дней Тойтенберг сохранила жёлтую майку, увеличив отрыв до 17 секунд от ван Влётен и 20 секунд от Юханссон в генеральной классификации.
«Девчонки проделали потрясающую работу, выведя пелотон на боковой ветер за 45 км до финиша. Всю оставшуюся дистанцию я находилась под их защитой, и я просто безумно рада, что смогла завершить их труд победой», – прокомментировала свой успех на этапе Ина-Йоко Тойтенберг.
| \| Результаты этапа \| Результаты этапа \| Результаты этапа \| Результаты этапа \| Результаты этапа \| \| Гонщик \| Гонщик \| Команда \| Время \| \| \| ---------------- \| ------------------- \| ------------------- \| ---------------- \| ---------------- \| \| 1-й \| Ина-Йоко Тойтенберг \| HTC-Highroad Women \| 3ч 01' 02 \| \| \| 2-й \| Аннемик ван Влётен \| Nederland Bloeit \| + 0 \| \| \| 3-й \| Шарлотта Беккер \| HTC-Highroad Women \| + 0 \| \| \| 4-й \| Эмма Юханссон \| Hitec Products-UCK \| + 0 \| \| \| 5-й \| Мония Баккаилле \| MCipollini-Giordana \| + 0 \| \| |                     |                     |           |
| |                     |                     |           |
| |                     |                     |           |
| Результаты этапа |                     |                     |           |
| Гонщик | Гонщик              | Команда             | Время     |
| 1-й | Ина-Йоко Тойтенберг | HTC-Highroad Women  | 3ч 01' 02 |
| 2-й | Аннемик ван Влётен  | Nederland Bloeit    | + 0       |
| 3-й | Шарлотта Беккер     | HTC-Highroad Women  | + 0       |
| 4-й | Эмма Юханссон       | Hitec Products-UCK  | + 0       |
| 5-й | Мония Баккаилле     | MCipollini-Giordana | + 0       |

| \| Генеральная классификация \| Генеральная классификация \| Генеральная классификация \| Генеральная классификация \| Генеральная классификация \| \| Гонщик \| Гонщик \| Команда \| Время \| \| \| ------------------------- \| ------------------------- \| ------------------------- \| ------------------------- \| ------------------------- \| \| 1-й \| Ина-Йоко Тойтенберг \| HTC-Highroad Women \| 4ч 49' 57 \| \| \| 2-й \| Аннемик ван Влётен \| Nederland Bloeit \| + 17 \| \| \| 3-й \| Эмма Юханссон \| Hitec Products-UCK \| + 20 \| \| \| 4-й \| Лорен Тамайо \| США \| + 26 \| \| \| 5-й \| Мония Баккаилле \| MCipollini-Giordana \| + 27 \| \| |                     |                     |           |
| |                     |                     |           |
| |                     |                     |           |
| Генеральная классификация |                     |                     |           |
| Гонщик | Гонщик              | Команда             | Время     |
| 1-й | Ина-Йоко Тойтенберг | HTC-Highroad Women  | 4ч 49' 57 |
| 2-й | Аннемик ван Влётен  | Nederland Bloeit    | + 17      |
| 3-й | Эмма Юханссон       | Hitec Products-UCK  | + 20      |
| 4-й | Лорен Тамайо        | США                 | + 26      |
| 5-й | Мония Баккаилле     | MCipollini-Giordana | + 27      |

### Этап 3
| Шанхай - Шанхай | равнинный | (79,2 км) |

Заключительный, третий этап прошёл в формате критериума на улицах Шанхая: предстояло преодолеть 11 кругов по 7,2 км, каждый из которых включал несколько резких поворотов на городских перекрёстках. Команда HTC–Highroad с самого старта взяла гонку под полный контроль, задавая высокий темп, чтобы не допустить отрыва и защитить жёлтую майку Тойтенберг. Дополнительную мотивацию пелотону придавали бонусные секунды на трёх промежуточных финишах, так как несколько гонщиц в борьбе за призовые места генеральной классификации разделяли считанные секунды.
Первый спринтерский промежуток выиграла Тойтенберг, тем самым практически гарантировав себе итоговую победу в общем зачёте; второй результат на промежуточном финише показала Мония Баккаилле, а третьей стала Эмма Юханссон, которая к тому дню испытывала проблемы со здоровьем (вылечивалась после пищевого отравления). Перед последним днём Баккаилле уступала Юханссон всего 7 секунд в общем зачёте, поэтому их очное соперничество за бонусы было принципиальным. Второй промежуточный финиш выиграла напарница Юханссон, Сара Мустонен (стараясь отобрать бонусные секунды у конкурентки), Баккаилле там финишировала без очков. Зато на третьем промежуточном финише сильнейшей стала Баккаилле, что в совокупности с её финишным результатом позволило итальянке обойти шведку Юханссон и выйти на третье место общего зачёта.
В финале дня гонщицы HTC вновь захватили лидерство и на решающем круге превратили спринт в своё тактическое превосходство. Поскольку общий успех Тойтенберг был уже почти гарантирован, команда решила вознаградить за отличную работу молодую австралийку Хлою Хоскинг. Примерно за 300 м до финиша Тойтенберг умышленно пропустила вперёд Хоскинг, создав для неё просвет, и прикрыла преследовательниц. Благодаря этому Хоскинг удалось выиграть этап, финишировав первой с небольшим отрывом. Тойтенберг спокойно пересекла линию второй, оформляя победу в генеральной классификации, а третьей в спринте стала Мония Баккаилле. Четвёртое место на этапе заняла Эллен ван Дейк (ещё одна гонщица HTC–Highroad), пятое — Лиззи Армитстед; таким образом три спортсменки HTC вошли в топ-5 финального спринта, подтвердив полное доминирование команды на гонке.
После финиша этапа Ина-Йоко Тойтенберг поблагодарила команду: 

Каждый день девушки делали всё, чтобы уберечь меня от неприятностей — особенно вчера в боковой ветер — так что было здорово отплатить им победой в общем зачёте, и приятно, что Хлоя сегодня тоже выиграла. Она так здорово проходит виражи, что, стоит оставить ей минимальный просвет, догнать её уже нереальноОригинальный текст (англ.)Every day they did everything to keep me safe, particularly yesterday in the cross winds, so it's nice that we were able to pull it off and it was nice for Chloe to win today. She's so fast around the corners, that just leaving a little gap makes it really hard to get her back.— 
Сама Хлоя Хоскинг отметила невероятную слаженность действий команды: «Это нечто особенное. Ещё за 800 м до финиша вся наша команда оставалась во главе гонки. Мы очень тяжело трудились вчера, и сегодня девочки выложились полностью ради моей победы — это дорогого стоит».
| \| Результаты этапа \| Результаты этапа \| Результаты этапа \| Результаты этапа \| Результаты этапа \| \| Гонщик \| Гонщик \| Команда \| Время \| \| \| ---------------- \| ------------------- \| ------------------- \| ---------------- \| ---------------- \| \| 1-й \| Хлоя Хоскинг \| HTC-Highroad Women \| 1ч 54' 36 \| \| \| 2-й \| Ина-Йоко Тойтенберг \| HTC-Highroad Women \| + 0 \| \| \| 3-й \| Мония Баккаилле \| MCipollini-Giordana \| + 0 \| \| \| 4-й \| Эллен Ван Дейк \| HTC-Highroad Women \| + 0 \| \| \| 5-й \| Элизабет Армитстед \| Garmin-Cervélo \| + 0 \| \| |                     |                     |           |
| |                     |                     |           |
| |                     |                     |           |
| Результаты этапа |                     |                     |           |
| Гонщик | Гонщик              | Команда             | Время     |
| 1-й | Хлоя Хоскинг        | HTC-Highroad Women  | 1ч 54' 36 |
| 2-й | Ина-Йоко Тойтенберг | HTC-Highroad Women  | + 0       |
| 3-й | Мония Баккаилле     | MCipollini-Giordana | + 0       |
| 4-й | Эллен Ван Дейк      | HTC-Highroad Women  | + 0       |
| 5-й | Элизабет Армитстед  | Garmin-Cervélo      | + 0       |

## Лидеры классификаций
| Этап |           | Победитель _        | Генеральная классификация _ | Очковая _           | Командная по времени _ |
| ---- | --------- | ------------------- | --------------------------- | ------------------- | ---------------------- |
| 1    | равнинный | Элизабет Армитстед  | Элизабет Армитстед          | Ина-Йоко Тойтенберг | не определялся         |
| 2    | равнинный | Ина-Йоко Тойтенберг | Ина-Йоко Тойтенберг         | Ина-Йоко Тойтенберг | не определялся         |
| 3    | равнинный | Хлоя Хоскинг        | Ина-Йоко Тойтенберг         | Ина-Йоко Тойтенберг | HTC-Highroad Women     |
| Итог | Итог      |                     | Ина-Йоко Тойтенберг         | Ина-Йоко Тойтенберг | HTC-Highroad Women     |

## Итоговое положение
| \| Генеральная классификация \| Генеральная классификация \| Генеральная классификация \| Генеральная классификация \| Генеральная классификация \| \| Гонщик \| Гонщик \| Команда \| Время \| \| \| ------------------------- \| ------------------------- \| ------------------------- \| ------------------------- \| ------------------------- \| \| 1-й \| Ина-Йоко Тойтенберг \| HTC-Highroad Women \| 6ч 44' 24 \| \| \| 2-й \| Аннемик ван Влётен \| Nederland Bloeit \| + 26 \| \| \| 3-й \| Мония Баккаилле \| MCipollini-Giordana \| + 27 \| \| \| 4-й \| Эмма Юханссон \| Hitec Products-UCK \| + 27 \| \| \| 5-й \| Сара Мустонен \| Hitec Products-UCK \| + 33 \| \| \| 6-й \| Джиада Боргато \| Colavita Forno d'Asolo \| + 34 \| \| \| 7-й \| Лорен Тамайо \| США \| + 34 \| \| \| 8-й \| Роми Каспер \| Германия \| + 36 \| \| \| 9-й \| Сара Дюстер \| Nederland Bloeit \| + 36 \| \| \| 10-й \| Люси Мартин \| Garmin-Cervélo \| + 36 \| \| |                     |                        |           |
| |                     |                        |           |
| |                     |                        |           |
| Генеральная классификация |                     |                        |           |
| Гонщик | Гонщик              | Команда                | Время     |
| 1-й | Ина-Йоко Тойтенберг | HTC-Highroad Women     | 6ч 44' 24 |
| 2-й | Аннемик ван Влётен  | Nederland Bloeit       | + 26      |
| 3-й | Мония Баккаилле     | MCipollini-Giordana    | + 27      |
| 4-й | Эмма Юханссон       | Hitec Products-UCK     | + 27      |
| 5-й | Сара Мустонен       | Hitec Products-UCK     | + 33      |
| 6-й | Джиада Боргато      | Colavita Forno d'Asolo | + 34      |
| 7-й | Лорен Тамайо        | США                    | + 34      |
| 8-й | Роми Каспер         | Германия               | + 36      |
| 9-й | Сара Дюстер         | Nederland Bloeit       | + 36      |
| 10-й | Люси Мартин         | Garmin-Cervélo         | + 36      |

| Очковая классификация | Очковая классификация | Очковая классификация | Очковая классификация | Очковая классификация |
| Гонщик                | Гонщик                | Команда               | Очки                  |                       |
| --------------------- | --------------------- | --------------------- | --------------------- | --------------------- |
| 1-й                   | Ина-Йоко Тойтенберг   | HTC-Highroad Women    | 61 очков              |                       |
| 2-й                   | Мония Баккаилле       | MCipollini-Giordana   | 32 очков              |                       |
| 3-й                   | Эмма Юханссон         | Hitec Products-UCK    | 27 очков              |                       |
| 4-й                   | Аннемик ван Влётен    | Nederland Bloeit      | 23 очков              |                       |
| 5-й                   | Элизабет Армитстед    | Garmin-Cervélo        | 22 очков              |                       |
| 6-й                   | Хлоя Хоскинг          | HTC-Highroad Women    | 14 очков              |                       |
| 7-й                   | Шарлотта Беккер       | HTC-Highroad Women    | 10 очков              |                       |
| 8-й                   | Джорджа Бронцини      | Италия                | 10 очков              |                       |
| 9-й                   | Рошелль Гилмор        | Lotto Honda           | 9 очков               |                       |
| 10-й                  | Эллен Ван Дейк        | HTC-Highroad Women    | 8 очков               |                       |

| Командная классификация по времени | Командная классификация по времени | Командная классификация по времени | Командная классификация по времени |
| Команда                            | Команда                            | Время                              |                                    |
| ---------------------------------- | ---------------------------------- | ---------------------------------- | ---------------------------------- |
| 1-й                                | HTC-Highroad Women                 | 20ч 15' 15                         |                                    |
| 2-й                                | Nederland Bloeit                   | + 1' 25                            |                                    |
| 3-й                                | Hitec Products-UCK                 | + 1' 25                            |                                    |
| 4-й                                | Италия                             | + 2' 51                            |                                    |
| 5-й                                | Германия                           | + 3' 05                            |                                    |